# جيمس ناش (سائق سيارة سباق)
جيمس نـاش (بالإنجليزية: James Nash)‏ هو سائق سيارة سباق بريطاني، ولد في 16 ديسمبر 1985 في ميلتون كينز في المملكة المتحدة.

## وصلات خارجية
- الموقع الرسمي
- جيمس نـاش على موقع DriverDB.com (الإنجليزية)